# 북캅카스

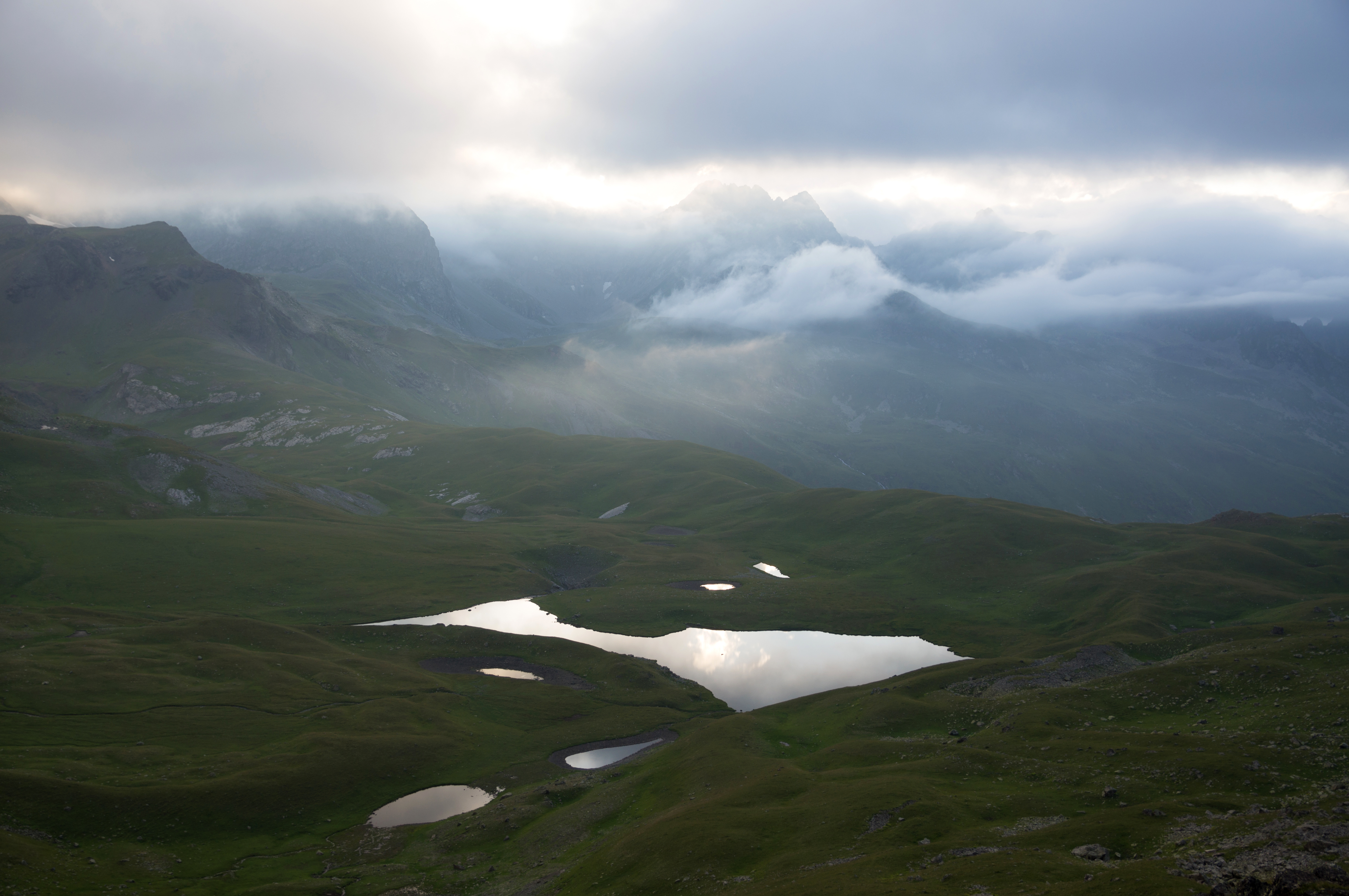

북캅카스(러시아어: Се́верный Кавка́з 세베르느이 카브카즈[*], 문화어: 북깝까즈)는 캅카스에 위치한 러시아의 일부 지역이다. 볼쇼이캅카스산맥의 북쪽지역에 해당되며, 러시아의 남쪽에 위치해 있다.
북캅카스는 러시아 북캅카스 연방관구와 남부 연방관구에 속해 있다. 가끔 북캅카스에 속하지 않는 남부 연방관구의 일부 행정 구역을 포함하기도 한다(로스토프주, 칼미크 공화국 등).
북캅카스에 속해 있는 지역은 다음과 같다.
- 아디게야 공화국
- 다게스탄 공화국
- 인구시 공화국
- 카바르디노발카르 공화국
- 카라차예보체르케스카야 공화국
- 북오세티야 공화국
- 체첸 공화국
- 크라스노다르 지방
- 스타브로폴 지방
- 로스토프주